# Tiller (Trondheim)

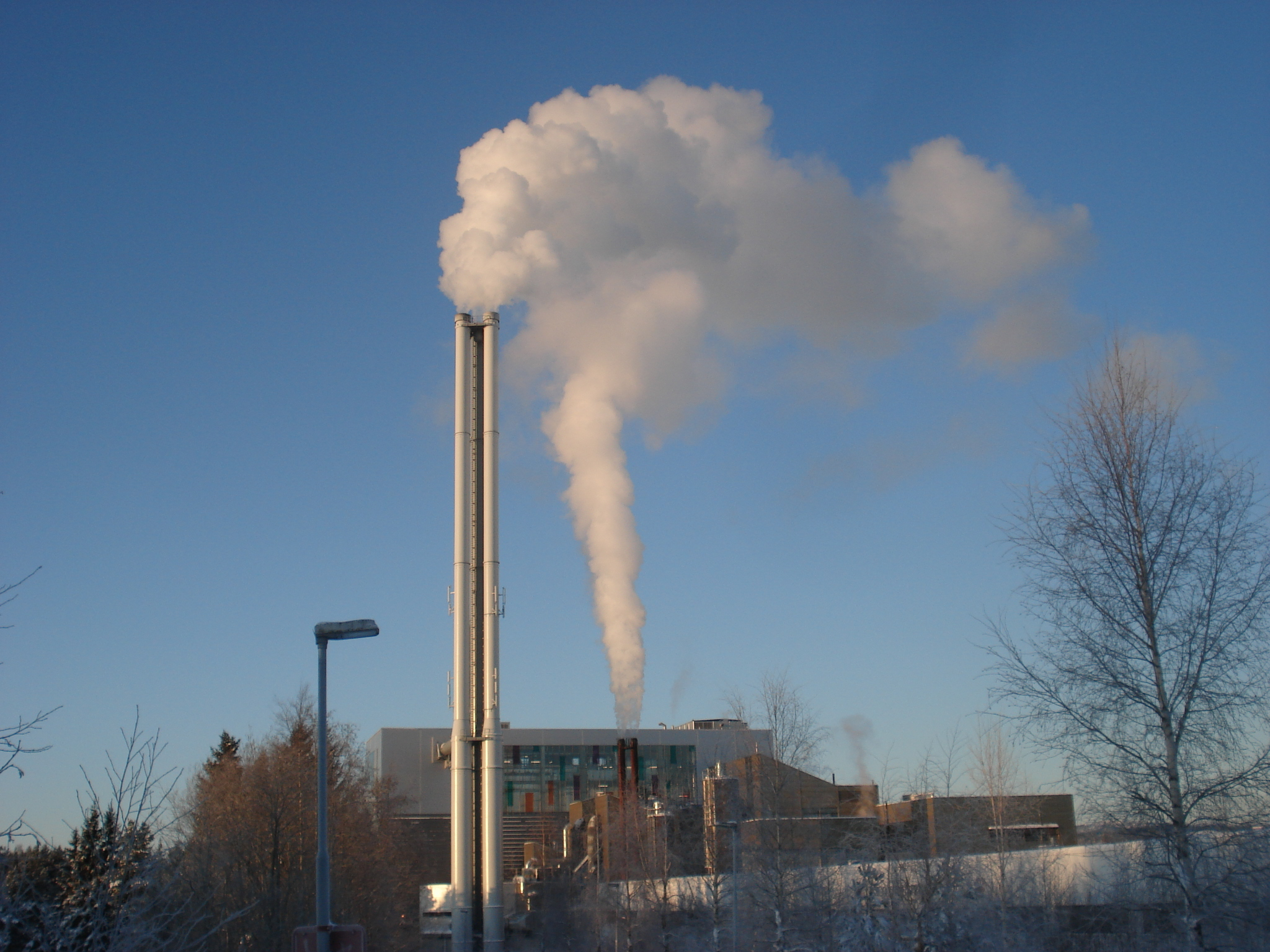
Fernwärmeanlage in Tiller

Tiller ist ein Stadtviertel der norwegischen Stadt Trondheim. Das Viertel liegt im Stadtteil Heimdal. Bis Ende 1963 war Tiller eine eigenständige Kommune.

## Lage und Verkehr
Tiller liegt im Südosten des Trondheimer Stadtgebiets. Das Viertel gehört zum südlichen Stadtteil Heimdal. Im Osten von Tiller fließt die Nidelva.
Durch Tiller führt in Nord-Süd-Richtung die Europastraße 6 (E6). Die E6 führt Richtung Norden in das Stadtzentrum von Trondheim. In Heimdal befindet sich seit 1864 ein Bahnhof an der Dovrebanen. Im März 2020 wurde ein neues Bahnhofsgebäude eröffnet.

## Kommune Tiller
Von 1899 bis 1963 war Tiller eine eigenständige Kommune im damaligen Fylke Sør-Trøndelag. Sie entstand zum 1. Januar 1899, als Tiller von der Kommune Klæbu abgespalten wurde. Tiller hatte bei seiner Gründung 533 Einwohner. Zum 1. Januar 1964 wurde Tiller gemeinsam mit Leinstrand, Byneset und Strinda in die Kommune Trondheim eingemeindet. Tiller hatte zu diesem Zeitpunkt 3595 Einwohner. Das Verwaltungszentrum von Tiller war Heimdal.

## Kirche
In Tiller befindet sich die Tiller kirke, eine Holzkirche aus dem Jahr 1901.